# مقاطعة سيوكس (نبراسكا)
مقاطعة سيوكس (بالإنجليزية: Sioux County)‏ هي إحدى مقاطعات ولاية نبراسكا في الولايات المتحدة الأمريكية.